# Unió Esportiva Porreres
La Unió Esportiva Porreres és un equip de futbol mallorquí, de Porreres que juga a la categoría de 2ª REF. Des de la temporada 1980-81 disputa els seus partits oficials al camp municipal de Ses Forques (101 x 62), de gespa artificial, amb una capacitat per a 700 espectadors i il·luminació artificial. El seu primer camp va ser n'Hereveta. Vesteix samarreta roja i pantaló blau.

## Història
Va ser fundat a la vila de Porreres (Mallorca) el 2 de juliol de 1934 amb el nom de Unión Sportiva Porreras, tot i que és el continuador del Football Club Porreras fundat el dia 1 d'agost de 1923. El 1926 els equips illencs estaven afiliats a la Federació Catalana i es distribuïen en dos grups: (primera categoria: Alfonso XIII, Manacor, Balears, Constància, Alaró) i segona categoria: Athletic, Mediterráneo, Sóller, Júpiter, Español, Internacional, Mariano de Felanitx, Porreras, Lluchmayorense, Rapit, Consell, Isleño, Universal. El 1927 existien a Mallorca l'Alfonso XIII, Baleares, Manacor, Constància, Alaró i Regional que jugaven la primera categoria. Al campionat de segona categoria, resolt en tres grups, ja hi figura l'equip de Porreres, població on sempre ha existit una gran tradició futbolística. Els clubs eren Sóller, Atlètic, Mediterráneo, Felanitx, Porreras, Isleño i Industrial. També es constata l'existència aquell any del Júpiter, Español, Internacional, Mallorquí i Juventud. El club porrerenc ha jugat a les diferents categories del futbol balear i a la tercera divisió nacional. El 1935 consta que va jugar el campionat de Mallorca de segona categoria, en el que participaren els equips Iberia, Palma, Gimnàstic de Felanitx, Porreres, Racing de Manacor i Alaró.
El futbol a Porreres ha tingut durant el segle XX tres períodes importants: durant els anys 20, essent un dels primers clubs peoners del futbol illenc, entre els anys 54-59 i des del 1975 al 1985. La seva fita més destacada va ser l'ascens a tercera divisió nacional durant la temporada 1976-77 després d'una eliminatòria amb el CD Touring d'Errenteria, 3 a 0 a Errenteria i 5 a 0 a n'Hereveta. El president era Jordi Rosselló Lliteres. Fa algunes dècades el conjunt local era un dels més potents del panorama illenc, en una època en què en les seves files hi figuraven jugadors com Bienvenido, Torrado, Forteza, Faba, Boyero... A la temporada 1977-78 va jugar per primera vegada la Copa del Rei contra l'Espanyol de Sant Vicent guanyant el primer partit a Porreres per 2 a 1 i perdent a la tornada per 4-2 (global 4-5). El 1979-80 va jugar contra el SD Formentera perdent l'eliminatòria per 2-3 (2-2 anada i 0-1 la tornada). A la temporada 1982-83 va jugar els dos partits de l'eliminatòria de copa a Palma contra el Reial Mallorca perdent per 4-0 (0-2/2-0). A la Copa del 1983-84 es va eliminar amb el Badia perdent a Porreres (1-1) per penals després d'empatar a l'anada (0-0). El 16 de juliol de 1985 va renunciar a la tercera divisió balear per la manca de directius que garantissin la gestió del club i el seu lloc l'ocupà la Penya Esportiva Santa Eulària d'Eivissa, no tornant a recuperar el seu antic esplendor. Des de la temporada 2011-2012 no ha participat en la competició de regional. L'any 2015 tornà a crear un equip en categoria regional.
Lluís Sitjar va ser un dels seus presidents més coneguts.

## Palmarès
Ha disputat 12 temporades a tercera divisió i 4 edicions de la Copa del Rei, la qual cosa el situa, fins avui, entre els 30 equips més destacats de les Balears i entre els 500 millors de tot l'estat, jugant un total de 394 partits i obtenint 345 punts. Partits guanyats: 131. Empatats: 83. Perduts: 180. Gols a favor: 552. Gols en contra: 696.

## La temporada 1977-78
La tercera divisió estatal era formada per sis grups de tercera divisió de 20 equips cada un, el que avui equivaldria a la segona B. La Unió Esportiva Porreres fou inclosa en el cinquè grup, amb els següents clubs: Mestalla, Paterna, Alzira, Gandía, Alcoyano, Villena, Español de Sant Vicent del Raspeig, Crevillente Deportivo, C. D. Acero, Almansa, Yeclano C. F., Orihuela Deportiva, Cartagena F. C., Poblense, C. D. Constancia, Margaritense, S.D.Ibiza, S. D. Portmany, Sporting Mahonés i U. E. Porreres.
Classificació final: Ibiza, 53 punts; Cartagena, 52; Almansa, 48; Alcoyano 46; Crevillente,41; Margaritense i Mestalla,40; Gandía i Villena, 39; Paterna, 37; Alcira, Constància i Poblense, 36; Acero, 35; Villarreal, 34; Español, 32; Orihuela, 31; Porreres, 29; Portmany i Yeclano, 28.

## La temporada 2024-25
La temporada 2024-2025 aconsegueix l'ascens a Segona Divisió RFEF, coneguda com a Segona RFEF, Segona Federació o Segona B, quart nivell del sistema de lligues de futbol d'Espanya.

## Temporades i classificacions
El club ha militat 12 temporades a Tercera Divisió. (11 a la tercera divisió amb equips balears i 1 a la tercera divisió nacional)
- 1954-55: 3a Divisió: Classificació: (zona Mallorca) Mallorca, Constància, Manacor, Poblense, At. Balears, Binissalem, Porreres, Santanyí. (zona Menorca) Mahón, Minerva, Menorca, Ciutadella, Alayor, Mercadal. Fase de permanència: Poblense, Porreres, Constància, Manacor, At. Balears, Binissalem, Santanyí, España, Soledad, Felanitx.

- 1955-56: 3a Divisió: Classificació: At.Balears, Mallorca, Poblense, Manacor, España, Soledad, Constància, Binissalem, Santanyí, Porreres. Fase de permanència: Mallorca, Constància, Poblense, Manacor, España, Santanyí, Binissalem, Soledad, Murense, Porreres, Sóller, Felanitx.

- 1956-57: 3a Divisió: Mallorca, Balears, Felanitx, Manacor, Constància, UD Mahón, España, Soledad, Poblense, Ciutadella, Binissalem, Alaró, Murense, Sóller, Alaior, Santanyí, Porreres, Menorca.

- 1957-58: 3a Divisió: Mallorca, Atlètic Balears, Constància, Manacor, Atlètic Ciutadella, España, Porreres, Felanitx, UD Mahón, Menorca, Alaró, Alaior, Murense, Sóller, Soledad, Poblense, Binissalem.

- 1958-59: 3a Divisió: Mallorca, Constància, At.Balears, Manacor, Ciutadella, UD Mahón, Felanitx, Alaró, Menorca, Soledad, Alaior, Sóller, España, Porreres, Cardessar, Murense.

- 1959-60: Categoria regional

- 1960-61: Categoria regional. El 4-6-1961 va perdre la promoció a tercera divisió balear a n'Hereveta davant la Unió Esportiva Eivissa que va obtenir a la seva costa (1-4) el primer ascens a tercera de la seva història.

- 1961-1977: Categoria regional
  - 1971-72: Segona Regional de Mallorca.
  - 1973-74: Primer Regional de Mallorca. 1er (28 partits: 18 guanyats, 10 empatats)[7]
  - 1976-77: Regional Preferent. 2n

- 1977-78: 3a Divisió Nacional 5è grup (País Valencià, Múrcia, Illes Balears)

- 1978-79: Categoria regional

- 1979-80: 3a Divisió: Mallorca, Poblense, Margaritense, Constància, Sporting Mahonés, Murense, Felanitx, Portmany, Binissalem, Andratx, Ciutadella, España, At.Balears, Sóller, Collerense, Porreres, Ses Salines, Alaior, Formentera, Eivissa.

- 1980-81: 3a Divisió: Poblense, Constància, Ciutadella, Sporting Mahonés, Murense, Margaritense, Andratx, Portmany, Manacor, Porreres, Sóller, Collerense, Binissalem, Felanitx, Ses Salines, Alayor, Calviá, España, At. Balears, UD Seislan.

- 1981-82: 3a Divisió: Poblense, Constància, Manacor, Porreres, Sporting Mahonés, Ciutadella, Portmany, Felanitx, Murense, Porto Cristo, Collerense, Alaior, Binissalem, Ses Salines, Xilvar, Andratx, Margaritense, Calvià, Santanyí, Sóller.

- 1982-83: 3a Divisió: Constància, Manacor, Portmany, Porreres, Margaritense, Murense, Badia, Sporting Mahonés, Artà, Felanitx, Calvià, Binissalem, Ses Salines, Porto Cristo, España, Xilvar, Alaior, Collerense, Ciutadella, Andratx.

- 1983-84: 3a Divisió: Constància, Manacor, Badia, At.Balears, Murense, Sporting Mahonés, Mallorca B, Portmany, Alaior, Porreres, Margaritense, Ferreries, Felanitx, Porto Cristo, Calvià, Artà, Xilvar, Ses Salines, Santanyí, Binissalem.

- 1984-85: 3a Divisió: Mallorca B, Murense, At.Balears, Portmany, Hospitalet, Sporting Mahonés, Ibiza, Constància, Ferreries, Badia, Calvià, Ciutadella, Alaior, Alaró, Felanitx, Margaritense, Porreres, Porto Cristo, Artà, Xilvar.

- 1985-86: Renuncia a la categoria. No participa

- 1986-2010: Categories regionals:
  - 2007-2008: Tercera Regional de Mallorca. 10è 37 punts
  - 2008-2009: Tercera Regional de Mallorca. 1r 70 punts 
  - 2009-2010: Segona Regional de Mallorca. 7è 63 punts
  - 2010-2011: Segona Regional de Mallorca. 12è 47 punts
  - 2011-2015: ??
  - 2015-2016: Tercera Regional de Mallorca 1r 56 punts 
  - 2016-2017: Segona Regional de Mallorca. 8è 58 punts
  - 2017-2018: Segona Regional de Mallorca. 1r 92 punts 
  - 2018-2019: Primera Regional de Mallorca. 1r 77 punts 
  - 2019-2020: Regional Preferent de Mallorca.
- 2024-2025: Tercera Divisió RFEF
- 2025-2026: Segona Divisió RFEF (Grup III)